# Johan Enander
Anders Johan Enander (i riksdagen kallad Enander i Borås), född den 2 juli 1826 i Härja församling, Skaraborgs län, död den 16 mars 1909 i Borås församling, Älvsborgs län, var en svensk präst och riksdagsman. 
Enander blev student vid Lunds universitet 1848. Han prästvigdes 1850, blev kyrkoherde i Borås 1860 och kontraktsprost i Ås 1879. Enander var ordförande för Borås stadsfullmäktige 1867–1892. Han var ledamot av riksdagens andra kammare 1876–1878. Enander utgav diverse tal och predikningar.